# AEK Atena BC
AEK BC (Grčki: Αθλητική Ένωσις Κωνσταντινουπόλεως – Athlitiki Enosis Konstantinoupoleos) je grčki košarkaški klub iz Atene. Klub je osnovan 1924. od grčkih izbjeglica iz Konstantinopolisa (danas Istanbul) za vrijeme Grčko-turskog rata 1919. – 1922.

## Povijest
AEK BC je najuspješniji sportski klub unutar AEK-ovog sportskog društva. Košarkaški klub AEK bio je prvi  grčki sportski klub koji je osvojio međunarodni trofej u bilo kojem sportu. Sportsko društvo AEK je utemeljeno 1924., a iste godine je utemeljen i košarkaški klub. Osim prvoga međunarodnoga trofeja AEK je osvojio i prvo košarkaško prvenstvo (1924.) čiji je organizator i glavni sponzor, zanimljivo, bio američki koledž YMCA. Do osnivanja Grčkog košarkaškog saveza svi trofeji koji su bili osvojeni su se priznavali, no smatrali su se neslužbenima. AEK drži i još jedan jednistveni rekord: nikada nisu izgubili seriju doigravanja (eng. playoff) na svom terenu od osnutka prve profesionalne košarkaške lige u Grčkoj (sezona 1963./1964.).
AEK je bila prva grčka košarkaška momčad koja je nastupila u Završnom turniru Europskog prvenstva, danas Final Four Eurolige (1966.). 4. travnja 1968. AEK je osvojio Euroligu protiv Slavije iz Praga rezultatom 89-82. Finalna utakmica je održana pred 80.000 gledatelja, što je i danas rekordna posjećenost na jednoj košarkaškoj utakmici (prema Guinessovoj knjizi rekorda). Zlatnu eru AEK-a prekinuo je poraz od Vichyja  u polufinalu Kupa pobjednika kupova. AEK je šezdesetih 20. stoljeća bio dominantan klub u grčkoj košarci što se pokazalo osvajanjem domaćega prvenstva 1963. – 1966., 1968. i 1970. godine.
Iduće desetljeće je bilo iznimno loše i AEK je izgubio sav dobar glas i glamur koji ga je pratio. Osvojen je samo jedan domaći kup 1981. Sredinom osamdesetih AEK je bio u opasnosti od ispadanja, no svake sezone se nekako uspio spašavati.
Ipak, AEK se uspio vratiti u kasnim devedesetima 20. stoljeća, kada su igrali šest puta zaredom Final Four grčkoga kupa (1996-2001.), četiri puta zaredom igrali u finalu istoga natjecanja (1998. – 2001.), te dva puta zaredom osvojili Grčki košarkaški kup (2000. i 2001.). Nevjerojatnom završnicom grčkoga prvenstva osvojili su i prvenstvo nakon više od tri desetljeća pobjedom nad Olympiakosom. Naime, Olympiakos je pobijedio u prve dvije utakmice u seriji tko prije 3, da bi AEK preokrenuo stvari u svoju korist pobjedama u tri iduće utakmice. Osim ovoga uspjeha, bili su u finalu doigravanja 1997., 2003. i 2005.
U istoj eri AEK je ponovno postao zapaženi europski klub. 1998. na završnom turniru Eurolige su u polufinalu pobijedili talijanski Benetton Treviso rezultatom 67-66, a zatim su poraženi u finalu od još jedne talijanske momčadi, Virtus Bologne, rezultatom 44-58. Osvetili su se Virtusu pobjedom u finalu Saporta kupa 2000. godine. Godine 2001., AEK je stigao do Final Foura Eurolige, no izgubili su od TAU Ceramice ukupnim rezultatom 0-3.

## Logo kluba
Grb ovoga kluba čini crni orao s dvije glave na žutoj pozadini; jedna glava gleda prema Konstantinopolu, a druga prema Rimu. Ovaj simbol je prvobitno korišten od strane Bizanta, a danas ga i dalje koristi grčka pravoslavna Crkva. I boje kluba (crna i žuta) usko su povezane s religijom i Konstantinopolom (danas Istanbulom). Crna i žuta boja su i službene boje pravoslavne Crkve.

## Trofeji
- Kup Raymonda Saporte: 1968., 2000.
- Grčko prvenstvo: 1958., 1963., 1964., 1965., 1966., 1968., 1970., 2002.
- Grčki košarkaški kup: 1969., 1981., 2000., 2001, 2018
- FIBA Liga prvaka: 2018

## Poznate ličnosti

### Poznati igrači
| - Georgios Amerikanos - Dimosthenis Dikoudis - Nikos Barlos - Ioannis Bourousis - Nasos Galakteros - Minas Gekos - Andreas Glyniadakis - Vassilis Goumas - Michalis Kakiouzis - Vassilis Kikilias - Apostolos Kontos - Aggelos Koronios - Alexis Kyritsis - Vassilis Lanes - Eas Larentzakis - Giorgos Moschos - Kostas Patavoukas - Giannis Sioutis - Georgios Trontzos - Stelios Vasiliadis - Nikos Zisis - Christos Zoupas - Dimitris Papadopoulos | - Ioannis Kalampokis - Giorgos Tsiaras - Nestoras Kommatos - Christos Tapoutos - Antonis Christeas - Dimitris Podaras - Bill Edwards - Victor Alexander - Willie Anderson - Joe Arlauckas - William Avery - Toby Bailey - Rolando Blackman - Roderick Blakney - Joe Crispin - Anthony Bowie - Chris Carr - Lionel Chalmers - Taylor Coppenrath - Lloyd Daniels - J. R. Holden - Horace Jenkins - Arthur Lee | - Marcus Liberty - Anthony Pelle - Dan O'Sullivan - Ruben Patterson - Tony Campbell - Ricky Pierce - Kurt Rambis - Brent Scott - Quadre Lollis - Danny Vranes - Kyle Hill - Derrick Hamilton - Tony White - Terence Stansbury - K'zell Wesson - Ramon Rivas - John Rillie - Andrew Betts - Steve Hansell - Jim Bilba - Amara Sy - Claudio Coldebella - Roberto Chiacig | - Stefano Attruia - José Lasa - Mirco Milicevic - Milan Gurović - Blagota Sekulić - Arijan Komazec - Davor Kus - Sandro Nicević - Slaven Rimac - Jasmin Perković - Vrbica Stefanov - Pero Antić - Smiljan Pavič - Saša Vasiljević - Geert Hammink - Michael Larsen - Michael Andersen - Martin Müürsepp - İbrahim Kutluay - Dror Hajaj - Amit Tamir - Branislav Prelević - Jake Tsakalidis |

### Poznati treneri
| - Themis Cholevas - Missas Pantazopoulos - Nikos Milas - Fedon Mattheou - Kostas Mourouzis | - Vaggelis Nikitopoulos - Steve Giatzoglou - Michalis Kyritsis - Giannis Ioannidis - Kostas Politis | - Fotis Katsikaris - Vangelis Alexandris - Soulis Markopoulos - Aggelos Koronios - Vaggelis Aggelou | - Krešimir Ćosić - Dušan Ivković - Dragan Šakota - Vlade Đurović - Richard Dukeshire |

## Vanjske poveznice
- Službena stranica
- Službena stranica AEK-a